# Atriplex codonocarpa
Atriplex codonocarpa là loài thực vật có hoa thuộc họ Dền. Loài này được Paul G.Wilson mô tả khoa học đầu tiên năm 1984.